# 非連節バス

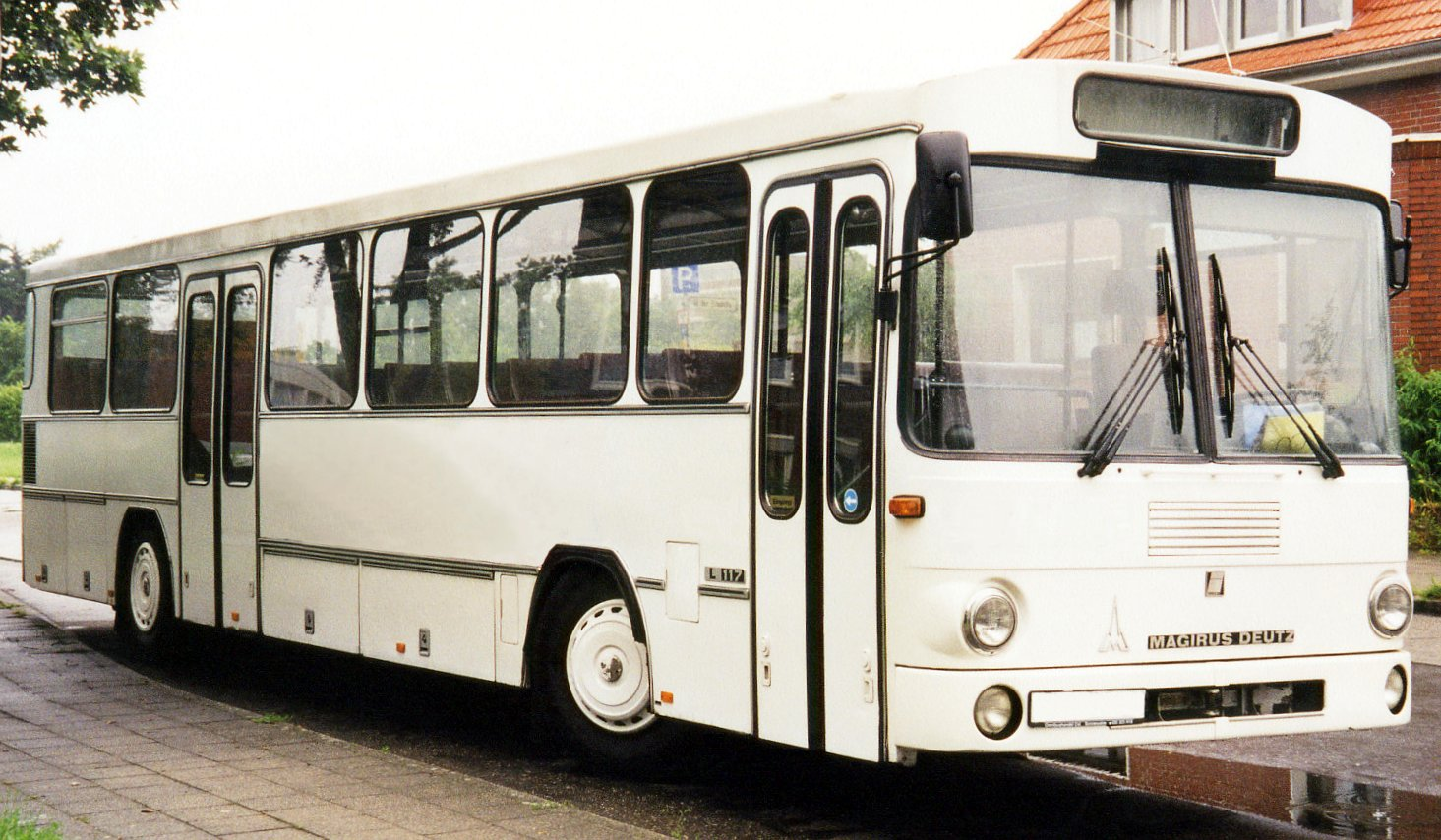
マギルスL117の非連接バス。

非連節バス（ひれんせつバス、英語: non-articulated bus）は、1つのシャシを有する、公共交通機関で使用されるバス車両である。主に路線バスやトロリーバスにおいて使用されるが、対偶によって接続される連節バス（二連節バスを含む）とは対照的である。

## 概要
非連節バスは、1階建てか2階建てであることが多く、2つ以上の車軸を有する。1階建ての非連節バスは、路線バスなどの平均的な利用者数を持つバス路線や、コーチバスにおいてしばしば使用される。

### 英語での表現
アメリカ英語では、非連節バスは"non-articulated bus"や"standard bus（標準バス）"などと呼称される。しかし、"standard bus"という表現は、他の英語圏でヨーロッパで開発されたほかのバスを指すこともあるため、表現が紛らわしくなることがある。
イギリス英語とオーストラリア英語圏内では、単一のバスを連節バスとの区別する際、"Rigid bus"と表現される。しかし、シャシが1つしかない2軸バスの場合は、イギリス英語ではそのまま"two-axle buses（2軸バス）"と呼ばれ、"rigid"という単語は、3つ以上の車軸を有するバスのみに対して使われる。前述の通り、非連節バスは1階建てにも2階建てにもなるが、"Rigid bus"の表現は2階建てのバスに対してはめったに使われない。

## 1階建てバス
特に1階建てバスは、ドアの数が1つでも多数でもよく、原動機を搭載する位置もさまざまである。2階建てバスや連節バスが主要である運行地域 (通常は都市部) を除いて、1階建てバスが公共交通機関のバス輸送の標準形態であり、低床バスであるためアクセシビリティが高いという特徴がある。2階建てバスが一般的ではない地域では1階建てバスばかりなので、かえってあまり「1階建てバス」と言わない場合がある。またこの用語は、2階建てバスにも正しく適用できる名前の路線バスまたは関連用語と同義にもなりうる。
マイクロバスはバンのシャーシを起源とするるため、通常は「1階建てバス」とはみなされないが、現代のマイクロバスの設計ではこの区別が曖昧になっている。
中型バスは、フルサイズの長さと車両重量の点で、通常の1階建てバスに含まれるものと該当しないものの両方と見なすことも可能ではあるが、設計の発展によりその区別は曖昧になっている。
床下のラゲッジスペースを持たないコーチスタイルのバスの中には、1階建てバスと呼べるものもあり、ボルボ・B10Mのように、異なるボディスタイルが適用された標準的なバスシャーシデザインが共有されている車種もある。